# Акалелов, Михаил Степанович
Михаил Степанович Акалелов (30 октября 1868 — после октября 1917) — депутат IV Государственной Думы Российской империи от Воронежской губернии.

## Биография
Михаил Акалелов происходил из мещанской семьи города Богучар Воронежской области. Имел звание личный почетный гражданин. Выпускник 3-классного богучарского городского училища, в 1885—1899 работал учителем в Богучарском городском народном училище. С 1899 по 1912 г. он служил секретарем Богучарской городской управы с годовым жалованием в 900 рублей. Женат не был.

## Член Государственной думы
Акалелов был избран в 4-ю Государственную думу 21 октября 1912 г. Воронежским губернским избирательным собранием от II съезда городских избирателей. Был членом фракции «Союз 17 октября», затем — фракции Земцев-октябристов. Член нескольких комиссий, в том числе: по исполнению государственной росписи доходов, по народному образованию, по рыболовству, по городским делам. Член Прогрессивного блока.

## 1917
О деятельности Акалелова после падения самодержавия известно мало. 26 апреля 1917 г. он был направлен Временным комитетом Государственной думы в село Ширяево Воронежской губернии для разрешения земельного конфликта между местными крестьянами и сельскохозяйственной школой. В июне 1917 выехал в Богучар для лечения. Дальнейшая судьба неизвестна.